# Daniel Bessa
Daniel Sartori Bessa (San Paolo, 14 gennaio 1993) è un calciatore brasiliano naturalizzato italiano, centrocampista o ala svincolato.

## Biografia
Il fratello Raphael ha giocato 2 partite nella nazionale italiana di calcio a 5.

## Caratteristiche tecniche
Bessa è una mezz'ala sinistra dotata di dinamismo, buona tecnica di base e visione di gioco. Può giocare anche da esterno d'attacco o da trequartista. I suoi inserimenti gli consentono talvolta di trovare la via del gol, nonostante non sia un grande finalizzatore. È dotato anche di un forte tiro dalla distanza e visione di gioco.

## Carriera

### Club

#### Inter ed i vari prestiti
L'Inter lo notò quando giocava nelle giovanili del Fane Calcio a futsal e lo portò in Italia nel 2008. Il 2011-2012 fu l'anno in cui esplose nella Primavera dell'Inter, quando (da trequartista dietro alla punta Samuele Longo) trasportò la squadra alla vittoria delle NextGen Series segnando tre gol. Sfortunatamente, si infortunò e non fu disponibile per il neo allenatore della prima squadra Stramaccioni, suo ex allenatore della Primavera.
Tornò in tempo per i play-off del campionato Primavera; nella finale subì un nuovo infortunio al ginocchio che lo tenne fuori per il resto dell'anno. Nel novembre 2012 ha rinnovato il suo contratto con l'Inter. Il 31 gennaio 2013 viene ceduto in prestito in Serie B al Vicenza, con cui fa il suo debutto il 9 marzo subentrando dalla panchina contro il Padova.
Non riesce a giocare con continuità e ad evitare la retrocessione a causa del lungo infortunio che lo aveva tenuto lontano dai campi per un anno e mezzo. Il 15 luglio 2013 viene ceduto in prestito, insieme al suo compagno di squadra Belec, all'Olhanense. Il suo debutto nella Primeira Liga, nonché unica presenza portoghese, avviene il 17 agosto contro il Vitória Guimarães.
Il 27 novembre l'allenatore dell'Olhanense annuncia che Bessa non fa parte dei suoi piani e da quel momento il centrocampista non vede più il terreno di gioco. Il 22 gennaio 2014 passa in prestito allo Sparta Rotterdam, in Eerste Divisie (seconda divisione olandese). Dopo altri problemi legati agli infortuni, fa il suo esordio nei Paesi Bassi contro lo Jong Twente il 9 marzo. Torna all'Inter dopo solo 7 presenze senza reti. Il 27 agosto 2014 viene girato nuovamente in prestito in Serie B al Bologna: fa il suo debutto il 21 settembre contro il Crotone. Trova la sua prima rete in Serie B il 13 dicembre contro il Frosinone.
Nell'estate del 2015 passa al Como, neopromosso in serie B, giocando da titolare per tutto il girone d'andata e andando a segno per 3 volte nei pareggi contro Vicenza, Spezia e nella sconfitta interna contro il Cesena. Il 4 luglio 2016 ricomincia ad allenarsi con l'Inter e, due giorni dopo, parte insieme alla squadra nerazzurra per il ritiro estivo a Riscone di Brunico del mister Roberto Mancini. Tuttavia, dopo le dimissioni del tecnico jesino è stato accantonato dal suo successore Frank De Boer.

#### Verona
Il 12 agosto 2016 si trasferisce a titolo temporaneo con obbligo di trasformazione della cessione temporanea in cessione definitiva alla diciottesima presenza per 1,2 milioni di euro al Verona, il quale lo riscatterà il 3 gennaio 2017. Spostato nella posizione d'interno di centrocampo dall'allenatore degli scaligeri Fabio Pecchia, conquista da titolare la promozione in massima serie contribuendo con 41 presenze (su 42) e 8 reti segnate.
Il 23 agosto 2017 rinnova il suo contratto con il club scaligero per altre 4 stagioni. Il 17 dicembre 2017 segna la rete del definitivo 3-0 contro il Milan, realizzando così la sua prima rete in Serie A.

#### Prestito al Genoa
Il 31 gennaio 2018 passa in prestito per 18 mesi con diritto di riscatto al Genoa. Trova il primo gol in maglia rossoblu il 14 aprile seguente contro il Crotone, decidendo l'incontro finito 1-0. Chiude la sua prima esperienza in rossoblù con 11 presenze e 2 gol, segnando l'altro gol nel successo per 3-1 contro il Verona del 23 aprile, sua squadra fino a pochi mesi prima.
La stagione successiva esordisce l'11 agosto 2018, in occasione della vittoria casalinga (4-0) contro il Lecce valida per il terzo turno di Coppa Italia, subentrando nel secondo tempo al posto di Goran Pandev. Torna al gol il 20 ottobre seguente nel pareggio per 1-1 sul campo della Juventus, interrompendo la striscia dei bianconeri di 8 vittorie consecutive. Al termine dell'annata, il Grifone decide di non riscattarlo; il centrocampista fa così ritorno al Verona, dove ritrova Ivan Jurić, suo allenatore al Genoa. Tuttavia la sua seconda avventura in Veneto inizia in modo tribolato per via di un infortunio, senza nessuna presenza in stagione.

#### Parentesi al Goias e ritorno al Verona
Dopo non avere disputato nessuna partita in stagione, il 24 gennaio 2020 passa al Goiás, dopo avere rinnovato con gli scaligeri fino al 30 giugno 2022. Il 4 gennaio 2021 torna al Verona per fine prestito, con cui torna a giocare una partita nove giorni dopo nella sconfitta per 1-0 contro il Bologna.
Il 3 ottobre 2021 torna a segnare in Serie A nel successo per 4-0 contro lo Spezia. Il 4 aprile 2022 viene premiato dal presidente Maurizio Setti, prima della sfida vinta 1-0 contro il Genoa, per le 100 presenze con gli scaligeri tra campionato e coppe, con una maglia celebrativa. Napoli-Hellas 1-1 del 24 maggio è la sua centesima e ultima partita in A con gli scaligeri.

#### Ittihad Kalba
Il 16 luglio 2022 firma un contratto biennale con l’Ittihad Kalba.

### Nazionale
Essendo in possesso della cittadinanza italiana, è stato convocato nel 2012 per la nazionale Under-18 italiana, senza tuttavia mai scendere in campo.

## Statistiche

### Presenze e reti nei club
Statistiche aggiornate al 29 aprile 2024.
| Stagione                | Squadra                 | Campionato              | Campionato | Campionato | Coppe nazionali | Coppe nazionali | Coppe nazionali | Coppe continentali | Coppe continentali | Coppe continentali | Altre coppe | Altre coppe | Altre coppe | Totale | Totale |
| Stagione                | Squadra                 | Comp                    | Pres       | Reti       | Comp            | Pres            | Reti            | Comp               | Pres               | Reti               | Comp        | Pres        | Reti        | Pres   | Reti   |
| ----------------------- | ----------------------- | ----------------------- | ---------- | ---------- | --------------- | --------------- | --------------- | ------------------ | ------------------ | ------------------ | ----------- | ----------- | ----------- | ------ | ------ |
| 2012-gen. 2013          | Inter                   | A                       | 0          | 0          | CI              | 0               | 0               | UEL                | 0                  | 0                  | -           | -           | -           | 0      | 0      |
| gen.-giu. 2013          | Vicenza                 | B                       | 3          | 0          | CI              | 0               | 0               | -                  | -                  | -                  | -           | -           | -           | 3      | 0      |
| 2013-gen. 2014          | Olhanense               | PL                      | 1          | 0          | CP+CdL          | 0+0             | 0               | -                  | -                  | -                  | -           | -           | -           | 1      | 0      |
| gen.-giu. 2014          | Sparta Rotterdam        | EE                      | 7          | 0          | CO              | 0               | 0               | -                  | -                  | -                  | -           | -           | -           | 7      | 0      |
| 2014-2015               | Bologna                 | B                       | 26+1       | 1+0        | CI              | 0               | 0               | -                  | -                  | -                  | -           | -           | -           | 27     | 1      |
| 2015-2016               | Como                    | B                       | 36         | 3          | CI              | 0               | 0               | -                  | -                  | -                  | -           | -           | -           | 36     | 3      |
| 2016-2017               | Verona                  | B                       | 41         | 8          | CI              | 1               | 0               | -                  | -                  | -                  | -           | -           | -           | 42     | 8      |
| 2017-gen. 2018          | Verona                  | A                       | 17         | 1          | CI              | 3               | 0               | -                  | -                  | -                  | -           | -           | -           | 20     | 1      |
| gen.-giu. 2018          | Genoa                   | A                       | 11         | 2          | CI              | -               | -               | -                  | -                  | -                  | -           | -           | -           | 11     | 2      |
| 2018-2019               | Genoa                   | A                       | 34         | 1          | CI              | 2               | 0               | -                  | -                  | -                  | -           | -           | -           | 36     | 1      |
| Totale Genoa            | Totale Genoa            | Totale Genoa            | 45         | 3          |                 | 2               | 0               |                    | -                  | -                  |             | -           | -           | 47     | 3      |
| 2019-gen. 2020          | Verona                  | A                       | 0          | 0          | CI              | 0               | 0               | -                  | -                  | -                  | -           | -           | -           | 0      | 0      |
| 2020                    | Goiás                   | A+A1/GO                 | 13+4       | 2+1        | CB              | 4               | 2               | -                  | -                  | -                  |             | -           | -           | 21     | 5      |
| gen.-giu. 2021          | Verona                  | A                       | 18         | 0          | CI              | 0               | 0               | -                  | -                  | -                  | -           | -           | -           | 18     | 0      |
| 2021-2022               | Verona                  | A                       | 24         | 1          | CI              | 1               | 0               | -                  | -                  | -                  | -           | -           | -           | 25     | 1      |
| Totale Verona           | Totale Verona           | Totale Verona           | 100        | 10         |                 | 5               | 0               |                    | -                  | -                  |             | -           | -           | 105    | 10     |
| 2022-2023               | Ittihad Kalba           | PL                      | 25         | 4          | PC+CdL          | 2+2             | 2+0             | -                  | -                  | -                  | -           | -           | -           | 29     | 6      |
| 2023-2024               | Ittihad Kalba           | PL                      | 21         | 7          | PC+CdL          | 1+6             | 2+5             | -                  | -                  | -                  | -           | -           | -           | 28     | 14     |
| Totale Al Ittihad Kalba | Totale Al Ittihad Kalba | Totale Al Ittihad Kalba | 46         | 11         |                 | 11              | 9               |                    | -                  | -                  |             | -           | -           | 57     | 19     |
| Totale carriera         | Totale carriera         | Totale carriera         | 278        | 29         |                 | 21              | 11              |                    | 0                  | 0                  |             | -           | -           | 299    | 40     |

## Palmarès

### Club

#### Competizioni giovanili
- NextGen Series: 1

Inter: 2011-2012
- Campionato Primavera: 1

Inter: 2011-2012

### Individuale
- Capocannoniere della Coppa di Lega emiratina: 1

2023-2024